# Орлов, Александр Кириллович
Александр Кириллович Орлов (12 октября 1923, с. Чинчурино, Татарская АССР — 12 апреля 1999, Москва) — советский государственный деятель.

## Биография
- Участник Великой Отечественной войны[1], в июле 1941 призван в Красную Армию, курсант учебного батальона.
- с мая 1942 в составе 64-го Гвардейского минометного Свирского полка участвовал в боевых действиях на Карельском фронте и в Заполярье. Участник Парада Победы на Красной площади.
- в августе-сентябре 1945 воевал с японской армией в Маньчжурии. В марте 1947 демобилизован в звании гвардии старшего сержанта.
- после окончания в 1950 Казанской юридической школы был избран членом Верховного Суда Татарской АССР. В июне 1954 назначен председателем Верховного Суда Татарской АССР
- в марте 1958 года переведен на должность заместителя председателя Верховного Суда Татарской АССР.
- с апреля 1959 года работал председателем Ульяновского областного суда, а затем с декабря 1961 года — первым заместителем Председателя Верховного Суда РСФСР.
- с 25 сентября 1972 — декабрь 1984 — Председатель Верховного Суда РСФСР,
- на пенсии — вице-президент ассоциации советских юристов.

Похоронен на Кунцевском кладбище.

## Награды
- орден Красной Звезды
- орден «Знак Почёта»
- орден Трудового Красного Знамени
- медаль «За боевые заслуги»
- медаль «За отвагу»
- и др. медалями